# Percolation

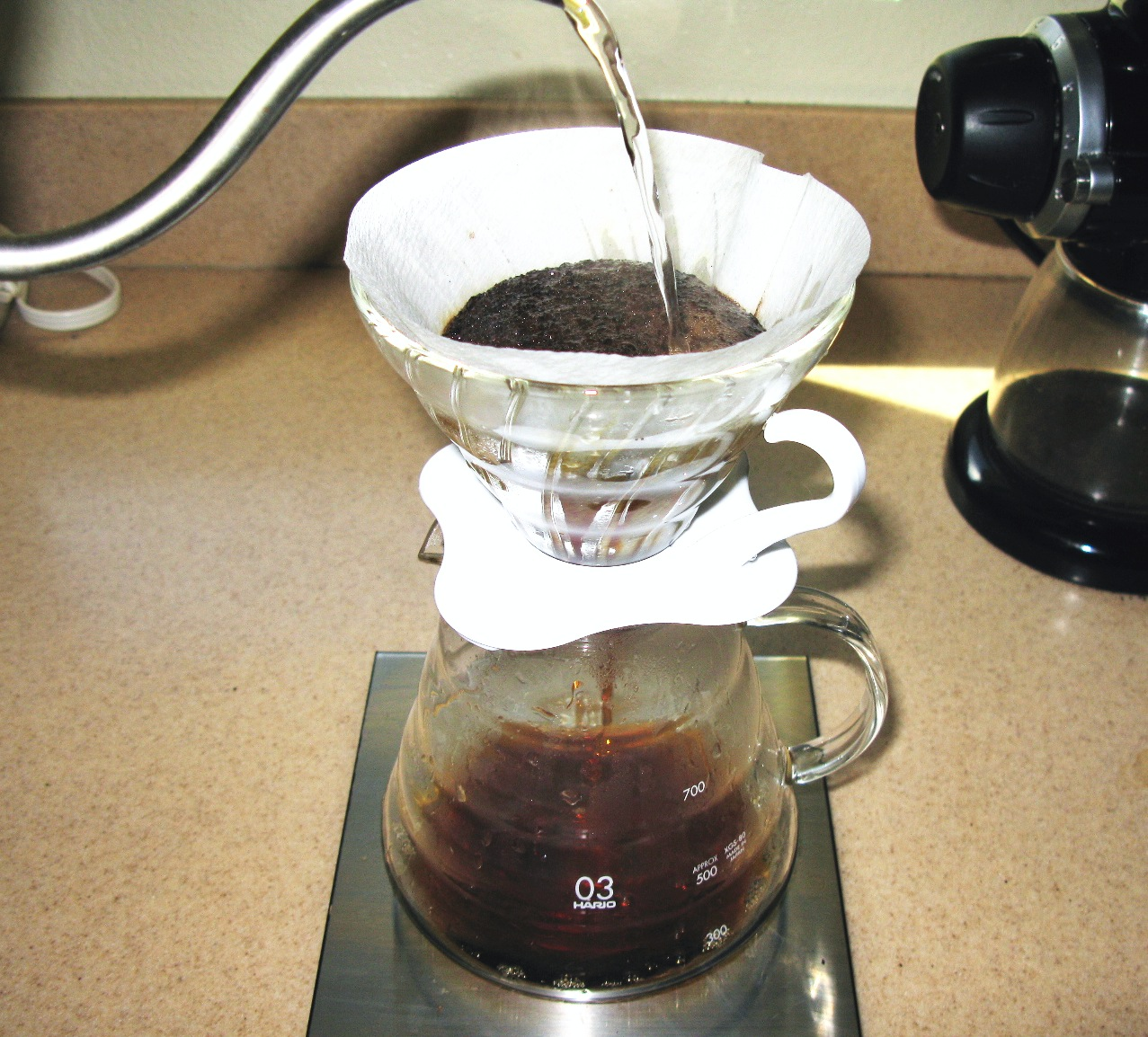
La gravitation cause le passage, par percolation, de l'eau à travers la poudre de café moulu. Elle se charge, au passage, de composants solubles.

La percolation (du latin percolare, « passer au travers ») désigne communément le passage d'un fluide à travers un milieu poreux ou fissuré plus ou moins perméable. Un exemple de la vie courante est celui de l'écoulement de l'eau au travers de la poudre de café moulu contenu dans le filtre d'une machine à café (d'où le nom de percolateur).
La théorie de la percolation est une branche de la physique statistique et mathématique qui
décrit, pour un système, une transition d'un état vers un autre.

## Histoire
Vers 1800, le Français Jean Baptiste de Belloy, ancien évêque de Marseille et bientôt archevêque de Paris (1801), invente le système de la percolation du café, auparavant infusé, ainsi son dubelloire ou sa débelloire devient la première cafetière.
En 1856, Henry Darcy formule « la loi de Darcy » dans l'appendice D de son ouvrage Les fontaines publiques de la ville de Dijon, où il traite de la perméabilité d'un sol en fonction de la hauteur d'eau. Son étude ne concerne cependant que des milieux perméables, et aucun effet de seuil n'est mis en évidence.
Le phénomène de seuil est étudié pour la première fois en 1957 par Simon Broadbent et John Hammersley qui cherchent à comprendre comment les masques à gaz des soldats deviennent inefficaces. Le terme de « percolation » vient du phénomène analogue qu'est le passage non plus d'un gaz, mais de l'eau à travers le percolateur de la machine à café qui est un filtre au même titre que le masque à gaz.
Broadbent et Hammersley en généralisent le sens à la transmission, ou non, d'une « information » par un réseau de sites et de liens. Dans le cas particulier de la physique des fluides, l'information est le fluide (eau ou gaz), et les sites sont les pores du filtre qui relayent l'information s'ils ne sont pas bouchés.

## Percolation quantifiant la perméabilité

### Géologie et pédologie

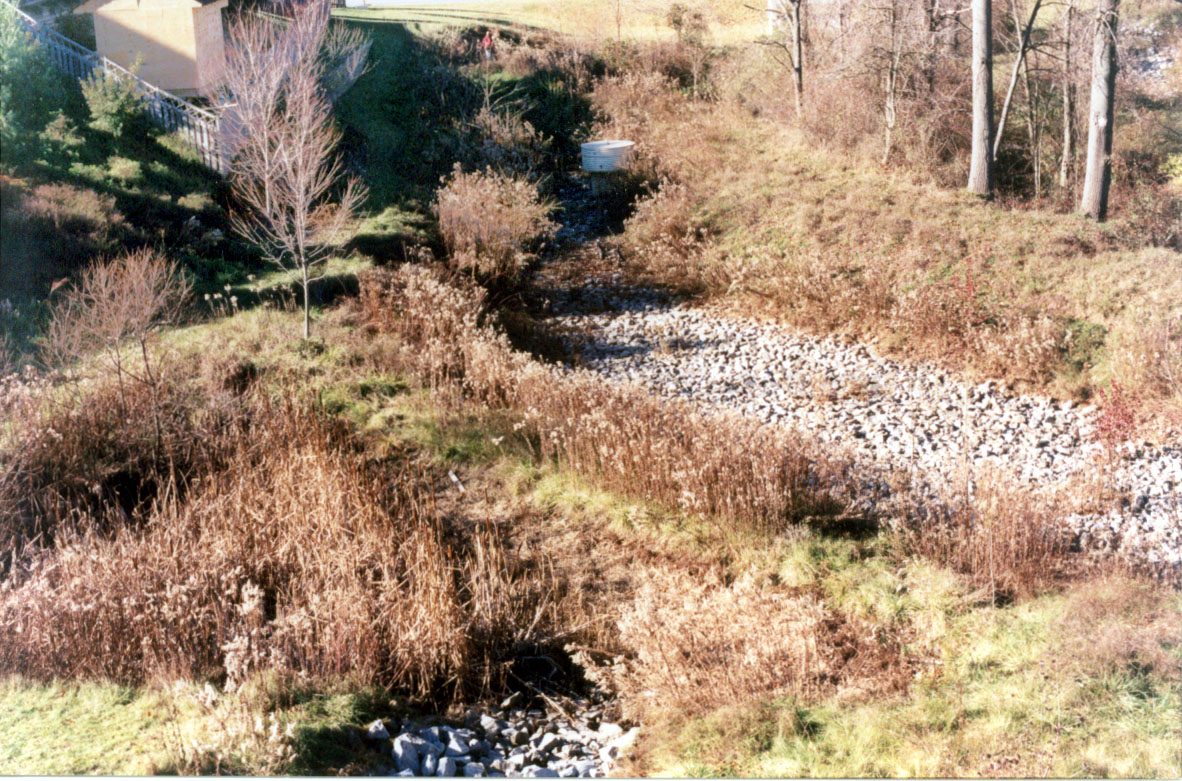
Zone-tampon de percolation d'eaux de ruissellement (éventuellement torrentielles).

En pédologie, la percolation est un écoulement d'eau dans la couverture pédologique perméable, sous l'effet de la gravité. La loi de Darcy décrit le lien entre hauteur d'eau et vitesse de percolation, par exemple dans le cas d'une eau de surface qui alimente une nappe phréatique. Mais cette loi décrit la perméabilité du milieu en fonction de la quantité d'eau, sans prendre en compte un effet de seuil.
La percolation de l'eau à travers les sols est notamment étudiée dans le cadre de l'écologie urbaine. Il s'agit de limiter les inondations et subséquemment les sécheresses.[réf. nécessaire]

### Préparation de boissons

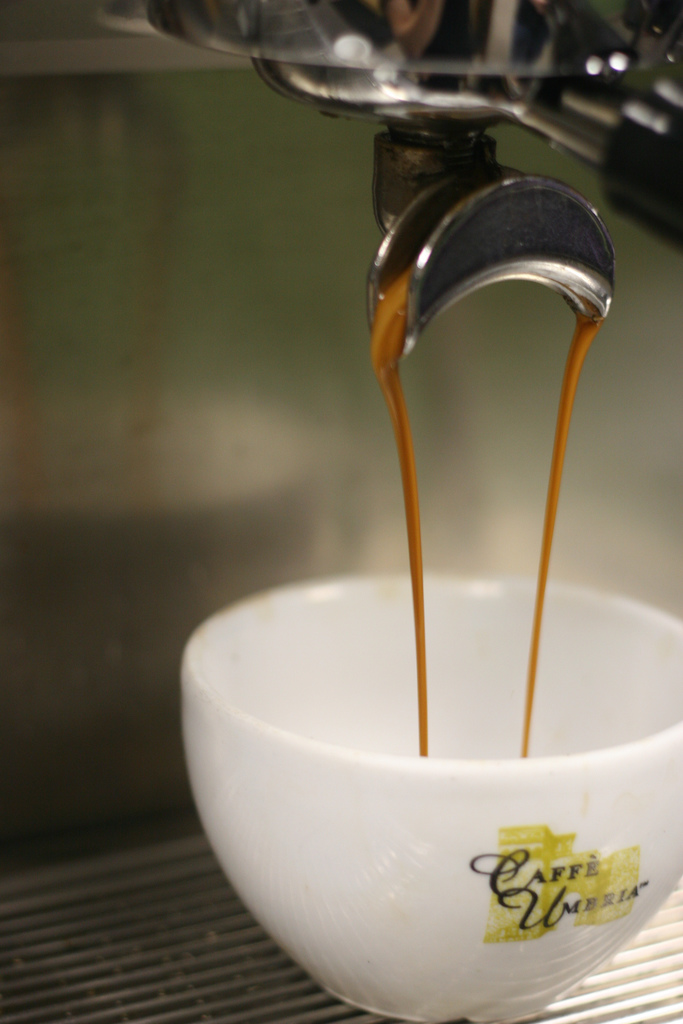
Préparation d'un café expresso.

Le café peut être obtenu par percolation, en utilisant un percolateur où l'eau se fraye un chemin entre les particules de café. C'est la méthode utilisée dans la préparation de l'expresso.
Dans l'hôtellerie, le thé infusé est obtenu par percolation sous haute pression[réf. nécessaire].

## Approches théoriques de la percolation

### Théorie de la percolation
Cette théorie initiée par Broadbent et Hammersley définit une probabilité critique pc et les régimes associés (sous-critiques, critiques et sur-critiques) de connecter des points en un amas de taille infinie. Une des applications de la théorie de la percolation est l'étude des feux de forêts (et, de façon proche, la propagation des épidémies).

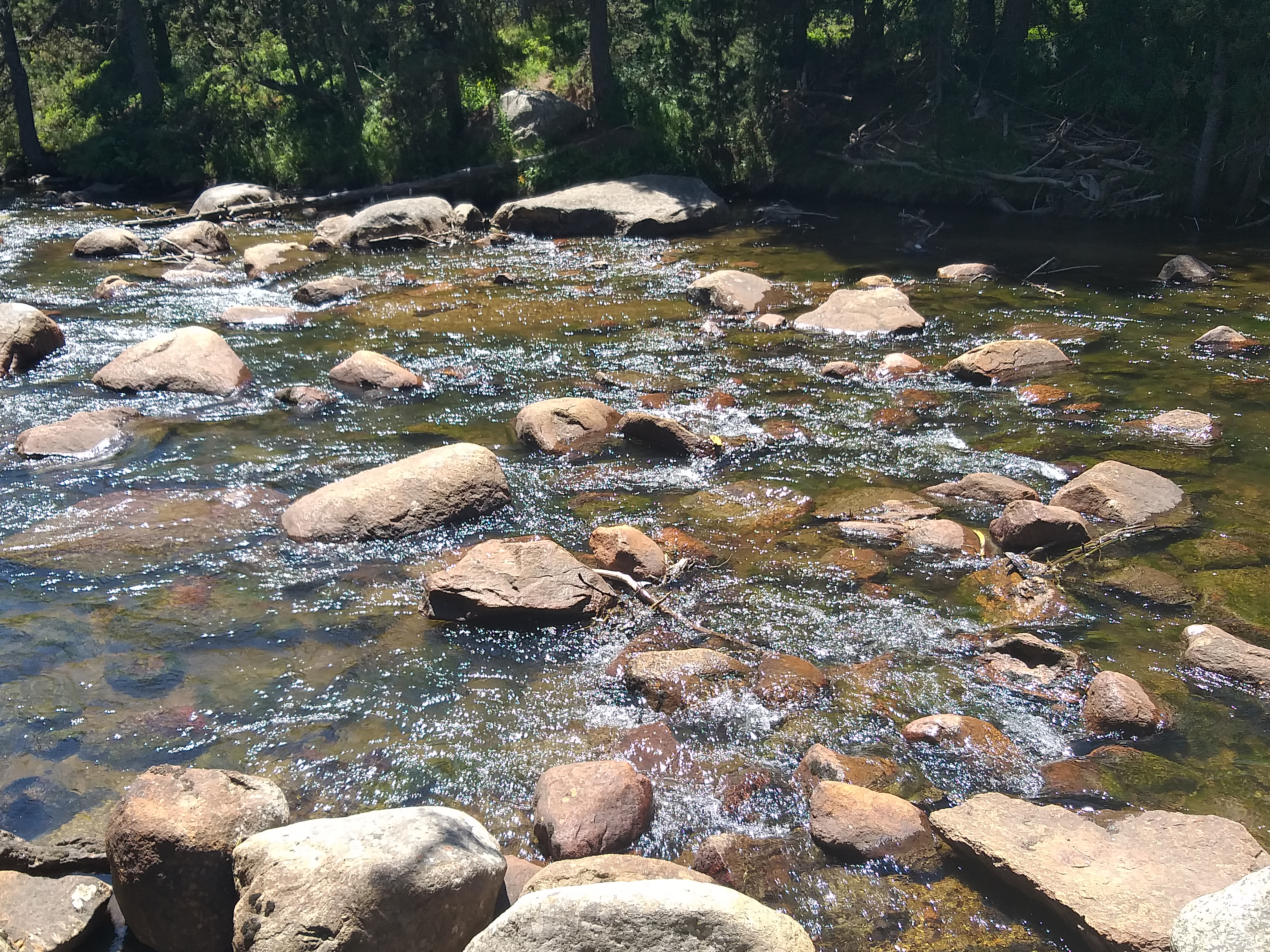
Combien faut-il de pierres réparties aléatoirement dans le torrent pour pouvoir traverser à pied sec ? La théorie de la percolation aide à répondre à cette question.

### Théorie des systèmes dynamiques
La théorie des systèmes dynamiques et celle de la percolation convergent sur la notion de « fragilité » : plus un système est fragile (c'est-à-dire qu'il peut subir des changements brusques d'un état à un autre), plus il peut être assimilé à une structure poreuse, perméable et manquant de rigidité. La percolation permet alors de juger du seuil critique de transformation de ce système.
En théorie des systèmes dynamiques, la percolation est donc le passage d'un système d'un état (ou une phase) vers un état inférieur et moins performant (entropie) ou supérieur et plus performant (auto-organisation, néguentropie). Cette mutation se produit soit de façon soudaine et abrupte, soit en passant par une « phase de transition » plus ou moins indécise et plus ou moins chaotique ou au contraire peu active (stase).

### Autres
La théorie de la percolation peut aussi être utilisée en économie, en écologie (pour étudier des migrations), en sociologie, etc..